# Paul O'Neill (baseball)
Pour les articles homonymes, voir O'Neill.
Paul Andrew O'Neill (né le 25 février 1963 à Columbus, Ohio, États-Unis) est un voltigeur de droite au baseball qui a joué dans les Ligues majeures de 1985 à 2001. 
Sélectionné 5 fois pour le match des étoiles, il a porté les couleurs des Reds de Cincinnati et des Yankees de New York, faisant partie de 5 clubs champions de la Série mondiale. Il a été champion frappeur en 1994.

## Carrière

### Reds de Cincinnati
Paul O'Neill est un choix de quatrième ronde des Reds de Cincinnati en 1981. Il joue son premier match le 3 septembre 1985 et s'aligne pour Cincinnait jusqu'en 1992, devenant joueur régulier à partir de la saison 1988.
De 1988 à 1991, il totalise 73, 74, 78 et 91 points produits par saison pour les Reds. Il fait partie de l'équipe championne de la Série mondiale 1990 et mérite en 1991 sa première présence au match des étoiles du baseball majeur.
Après avoir vu ses statistiques offensive diminuer légèrement en 1992, O'Neill et le joueur des ligues mineures Joe DeBerry passent aux Yankees de New York le 3 novembre en retour du voltigeur Roberto Kelly.

### Yankees de New York
O'Neill maintient une moyenne au bâton égale ou supérieure à ,300 à ses 6 premières saisons à New York et remporte le championnat des frappeurs de la Ligue américaine en 1994 avec une moyenne de ,359. La même saison, il prend le 2e rang de l'Américaine avec une moyenne de présence sur les buts de ,461. Il cogne 20 circuits ou plus à 6 reprises, sans toutefois égaler son record personnel de 28 pour les Reds de 1991.
De 1997 à 2000, il totalise respectivement 117, 116, 110 et 100 points produits.
Il est sélectionné pour le match des étoiles en 4 autres occasions (1994, 1995, 1997, 1998).
O'Neill ajoute à son championnat de 1990 avec les Reds quatre autres victoires en Série mondiale pour les Yankees de 1996, 1998, 1999 et 2000. Il atteint également la finale dans une cause perdante à sa dernière saison en 2001.
Paul O'Neill, un frappeur gaucher, a joué 2053 parties dans les majeures. Il a maintenu une moyenne au bâton de ,288 avec 2 105 coups sûrs, 281 coups de circuit, 1 269 points produits et 1 041 points marqués. Il a ajouté 141 buts volés. À cinq reprises (1990, 1994, 1995, 1997 et 1998) il a été considéré au titre de joueur par excellence de la ligue, sans toutefois remporter le prix.
Il a participé à 85 matchs de séries éliminatoires, dont 27 de Série mondiale, frappant pour ,284 en parties d'après-saison avec 85 coups sûrs, 11 circuits, 39 points produits et 39 points marqués.
O'Neill a la particularité d'être le seul joueur de l'histoire de la MLB à avoir été sur le terrain lors de trois matchs parfaits, un exploit rare réalisé par des lanceurs. O'Neill était en uniforme pour le match parfait de Tom Browning des Reds en 1988, ainsi que pour les parties parfaites de David Wells (1998) et David Cone (1999) des Yankees.

## Télévision
Paul O'Neill a été vedette invitée dans la comédie Seinfeld, apparaissant dans l'épisode The Wink, diffusé originellement le 12 octobre 1995.
Après sa carrière de joueur, O'Neill est devenu commentateur des matchs des Yankees pour le YES Network.
Il a participé au film Little Big League, réalisé par Andrew Scheinman en 1994, qui se déroule dans l'univers du baseball.